# Ilyodon whitei
Ilyodon whitei és una espècie de peix de la família dels goodèids i de l'ordre dels ciprinodontiformes.

## Morfologia
- Els mascles poden assolir 6 cm de longitud total i les femelles 7.[1][2]

## Hàbitat
És un peix d'aigua dolça, de clima tropical (20 °C-26 °C) i demersal.
Es troba a Mèxic: estat de Morelos i Michoacán.

## Observacions
És inofensiu per als humans.